# Eckhard Leue
Eckhard Leue (Magdeburgo, Saxónia-Anhalt, 20 de março de 1958) é um ex-canoísta alemão especialista em provas de velocidade.

## Carreira
Foi vencedor da medalha de bronze em C-1 1000 m em Moscovo 1980.